# Санктуари-Коув
Санктуари-Коув (англ. Sanctuary Cove) — огороженная община (коттеджный посёлок) в штате Квинсленд (Австралия), пригород Голд-Коста. С момента основания в 1986 году население Санктуари-Коув выросло до более чем 3000 человек.

## География[1]
| Климатограмма Санктуари-Коув                                | Климатограмма Санктуари-Коув | Климатограмма Санктуари-Коув | Климатограмма Санктуари-Коув | Климатограмма Санктуари-Коув | Климатограмма Санктуари-Коув | Климатограмма Санктуари-Коув | Климатограмма Санктуари-Коув | Климатограмма Санктуари-Коув | Климатограмма Санктуари-Коув | Климатограмма Санктуари-Коув | Климатограмма Санктуари-Коув |
| ----------------------------------------------------------- | ---------------------------- | ---------------------------- | ---------------------------- | ---------------------------- | ---------------------------- | ---------------------------- | ---------------------------- | ---------------------------- | ---------------------------- | ---------------------------- | ---------------------------- |
| Я                                                           | Ф                            | М                            | А                            | М                            | И                            | И                            | А                            | С                            | О                            | Н                            | Д                            |
| 107 29 22                                                   | 169 29 22                    | 89 28 21                     | 90 26 18                     | 111 24 15                    | 122 22 13                    | 48 21 12                     | 64 22 12                     | 46 24 15                     | 93 26 17                     | 146 27 19                    | 145 28 20                    |
| Температура в °C • Сумма осадков в мм Источник: Weatherzone |                              |                              |                              |                              |                              |                              |                              |                              |                              |                              |                              |

Санктуари-Коув расположен в северной части района местного самоуправления Голд-Кост-Сити и граничит с пригородом Голд-Коста Хоуп-Айлендом. Время автомобильной поездки от Санктуари-Коув до Брисбена — 50 минут, до аэропорта Кулангатта в Голд-Косте — 40 минут.
Община расположена на берегу речки Кумера, в двадцати минутах езды от океанского побережья. На территории общины оборудованы четыре пристани с глубокой водой, от которых по реке можно добраться до океанского эстуария Бродуотер.

## История и население[2]
Община Санктуари-Коув существует с 1986 года. Она стала первой огороженной общиной в Австралии, в которой для жителей созданы курортные условия, включающие торговую площадь с магазинами и ресторанами, яхт-клуб, две площадки для гольфа профессионального уровня и пятизвёздочный отель сети «Hyatt». С момента основания в Санктуари-Коув действует круглосуточная охрана, включая патрулирование территории и акватории.
В 2002 году жилищным фондом общины управляет команда «Mulpha Australia». С момента совершения сделки компания вложила в собственность 250 миллионов долларов и подготовила её для приобретения более широкими слоями населения — в частности, молодыми семьями и профессиональными работниками высокой квалификации. В итоге население общины выросло почти вдвое и превысило 3000 человек.